# Cornelis Gijsbertsz Zorgdrager

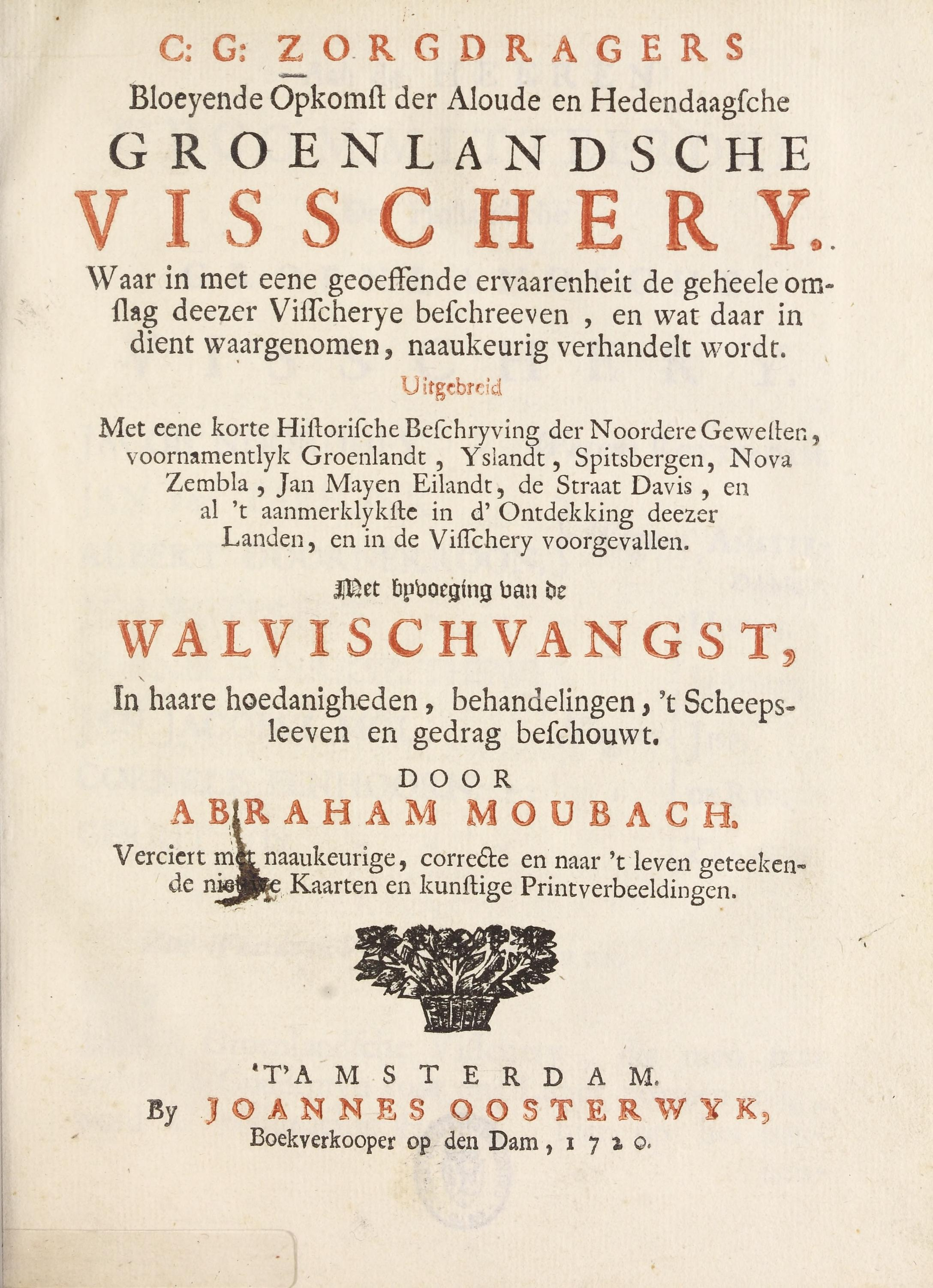
.

Cornelis Gijsbertsz Zorgdrager (né vers 1660 et exerçant jusqu'en 1705) est un navigateur hollandais.
Il partit en 1690 comme capitaine d'un navire baleinier dans la mer du Groenland. Il paraît qu'il continua pendant plusieurs années à faire ces sortes de voyages. 
Abraham Moubach publia en hollandais le résultat des travaux de Zorgdrager : ce livre est intitulé Progrès florissants de la pêche au Groenland, et Traité de la pêche de la baleine, Amsterdam, 1720, in-4°, fig. ; la Haye, in-4°, traduit en allemand avec des additions, entre autres un extrait de l'ouvrage de Nicolas Denis sur la pêche de la morue, Leipzig, 1723, in-4°, fig. ; seconde édition, sous le titre de Description de la pêche de la baleine et des autres pêches du Groenland, Nuremberg, 1746, in-4°, fig. ; traduit en anglais sous le titre de Tableau du commerce du Groenland et de la pêche de la baleine, Londres, 1725, in-4°. 

« Ma profession pendant plusieurs années, dit Zorgdrager, ayant été la pêche au Groenland, je me crus obligé d'acquérir les connaissances et l'instruction qu'elle exigeait. Ainsi, indépendamment de ce que j'appris par ma propre expérience, je m'attachai à me bien pénétrer de tout ce qu'avaient su les capitaines les plus expérimentés. Je parcourus et je lus beaucoup de journaux de route, d'histoire et d'annales : je notai très soigneusement dans mon registre annuel tous les faits remarquables qui m'étaient arrivés, afin d'avoir une idée exacte de mes opérations. »

Les travaux de l'auteur lui ayant montré que plusieurs journaux et histoires contenaient des fables, et que les personnes qui avaient fait la pêche au Groenland n'avaient rien écrit qui pût instruire, il résolut de publier le résultat de ses observations et de ses recherches, afin d'être utile à ses concitoyens et à tous les navigateurs qui feraient la pêche dans les mers boréales. 
Son livre, le meilleur qui ait paru sur cette matière avant les ouvrages du capitaine Scoresby, indique la manière dont le navire expédié à la pêche doit être équipé ; les procédés à suivre quand on est arrivé dans les parages où se trouvent les cétacés et les autres habitants de la mer. Il offre des détails précieux sur la température et les météores de l'océan glacial arctique, sur la formation et la marche des glaces ; la description du Groenland, de l'Islande, du Spitzberg, de la Nouvelle-Zemble, de l'île Jan Mayen, du détroit de Davis, etc. ; des oiseaux et des autres animaux. Les figures ne sont pas mauvaises, et les cartes sont bonnes pour le temps où elles ont été dressées. C'est dans cet ouvrage qu'ont puisé tous les auteurs qui se sont occupés du même sujet. 